# Amban (miasto)
Amban (arab. أمبان; fr. M’Bagne) – miasto w południowo-zachodniej Mauretanii, w regionie Al-Barakina, w departamencie Amban. Siedziba administracyjna gminy Amban. W 2000 roku liczyło ok. 10,4 tys. mieszkańców.
Miasto leży przy granicy z Senegalem.